# Épizon
Épizon é uma comuna francesa na região administrativa de Grande Leste, no departamento de Haute-Marne. Estende-se por uma área de 23,11 km². Em 2010 a comuna tinha 163 habitantes (densidade: 7,1 hab./km²).